# Antoine Prost
Pour les articles homonymes, voir Prost.
Antoine Prost, né le 29 octobre 1933 à Lons-le-Saunier (Jura), est un historien, universitaire, ancien homme politique et ex-syndicaliste français.
Spécialiste de l'histoire sociale, de l'histoire de l'éducation et de la Première Guerre mondiale, il a été engagé au sein du SGEN et de la CFDT de 1960 à 1977, été conseiller spécial de Michel Rocard de 1988 à 1990, puis de 1989 à 2001 adjoint à l'urbanisme au maire socialiste d'Orléans.

## Biographie

### Formation
Antoine Prost suit une formation classique : khâgne au lycée du Parc à Lyon, École normale supérieure de Paris (L1953) et agrégation d'histoire (1957).
Il étudie également à l'Institut d'études politiques de Paris, où il soutient, en 1963, sous la direction de René Remond, une thèse intitulée « Les effectifs de la CGT au temps du Front Populaire, 1934-1939 ».
Il soutient sa thèse d'État en 1975 à Paris 4, intitulée Les Anciens Combattants et la société française (1914-1939), sous la direction de Louis Girard.

### Carrière professionnelle
Il débute comme professeur au lycée Pothier à Orléans, avant de devenir assistant, puis maître-assistant à la Sorbonne, professeur à l'université d'Orléans (1969-1979), puis à l'université Paris-I Panthéon-Sorbonne (1979-1998). Il enseigne à l'IEP de Paris comme maître de conférences de 1963 à 1970, puis comme professeur à partir de 1972.
Il dirige un temps le Centre de recherches sur l'histoire des mouvements sociaux et du syndicalisme, devenu le Centre d'histoire sociale du XXe siècle. Il est président de l'association Le Mouvement social (qui édite la revue du même nom)[Quand ?] et de l'Association des amis du Maitron (2005-2012).
Depuis 2012, il est membre du Comité pour l'histoire préfectorale et préside le Conseil scientifique de la Mission du Centenaire de la Première Guerre mondiale. Il est membre du conseil d'administration de l'université d'Orléans. Il préside également le Conseil scientifique du Mémorial de Verdun ainsi que le comité historique et pédagogique de la Fondation de la Résistance.

## Engagement syndical
Antoine Prost est président de la Fédération française des étudiants catholiques de 1955 à 1956. Hostile au communisme et favorable à la constitution d'une centrale syndicale ouvrière concurrente à la CGT à travers la transformation de la CFTC, il adhère au SGEN à partir de 1960, dont il devient ensuite l'un des responsables nationaux en intégrant le bureau national de 1962 à 1970. À ce titre, il est l'un des animateurs de la commission socio-pédagogique du syndicat jusqu'en 1970.
Par la suite, il reste membre du syndicat jusqu'en 1977, date à laquelle il en démissionne pour défendre sa candidature individuelle lors des élections au Comité consultatif des Universités, tout en restant proche de la CFDT.

## Engagement politique
Proche des idées de centre-gauche de Pierre Mendès-France, il soutient ensuite la deuxième gauche de Michel Rocard. À ce titre, il anime avec le membre du PSU Michel de la Fournière le Groupe d’études municipales de l’agglomération orléanaise, proche de la gauche locale, qui anime des comités de défense du cadre de vie dans les quartiers de la ville.
En 1981, il remet au Président François Mitterrand le rapport Prost sur les lycées.
En 1982, le ministre de l'Éducation nationale Alain Savary lui confie la présidence d'un groupe de travail chargé d’organiser une consultation nationale dans les lycées. Cette consultation aboutit en novembre 1983 à la publication d'un rapport intitulé Les lycéens et leurs études au seuil du vingt et unième siècle, rapport qui prône, entre autres, la diminution des horaires de cours pour les élèves, l'amélioration de l'aide au travail individuel, la réforme du baccalauréat, et la mise en place de contrats avec les lycéens pour effectuer des bilans réguliers.
Du 17 mai 1988 au 26 septembre 1990, il est chargé de mission auprès du Premier ministre Michel Rocard pour les questions d'éducation.
Malgré ses nombreuses activités à Paris, Antoine Prost se veut résolument « provincial ». Il réside à Orléans, ville dont, de 1989 à 2001, il est adjoint délégué à l’urbanisme au maire Jean-Pierre Sueur (Parti socialiste), au sein d'une majorité de gauche plurielle sans le Parti communiste.
En 2012, il a notamment dénoncé le passage à la semaine de 4 jours dans le primaire et soutenu le retour à une semaine de 4 jours et demi.
En 2013, Antoine Prost remet au ministre délégué aux anciens combattants, Kader Arif, un rapport concernant les conditions de réhabilitation des soldats fusillés pour l'exemple. Le chef de l'État François Hollande devait s'appuyer sur ce document afin de prendre une décision mais ne tranchera finalement pas, repoussant le débat à l'occasion du centenaire de 2018,.
En 2015, il soutient la réforme du collège portée par Najat Vallaud-Belkacem. Il s'insurge notamment contre ce qui serait la « nostalgie élitiste » des opposants à la réforme.

## Travaux historiques
Antoine Prost est un historien de la société française au XXe siècle à travers notamment l'étude des groupes sociaux, des institutions et des mentalités.
Spécialiste des questions d'éducation, il collabore à plusieurs reprises à la définition des politiques d'éducation depuis 1964. Méthodologiquement, il a contribué de manière décisive à l'évolution de l'histoire politique contemporaine, notamment par sa réflexion sur les mots et le langage en politique[réf. nécessaire].

### Mesurer, comprendre, et le travail d'historien
Dans une interview donnée au journal Le Monde concernant la Première Guerre mondiale, Antoine Prost déclare, en opposition avec une volonté de méthodologie précise, que les chiffres ne sont pas une donnée importante pour comprendre les enjeux mémoriels liés à la Grande Guerre : « Pas besoin de chiffres pour démontrer l’ampleur du massacre ».
En revanche, il a toujours insisté sur l'importance de mesurer quantitativement les éléments dans le cadre d'un travail d'historien : « L'histoire sociale suppose des chiffres ».

## Publications
- La Révolution scolaire, 1963 (coécrit avec Jacques Natanson).
- La CGT à l'époque du Front populaire (1934-1939), Paris, A. Colin, 1964 (thèse de 3e cycle).
- L'Enseignement en France (1800-1967), Paris, A. Colin, coll. « U », 1968.
- Le Vocabulaire des proclamations électorales, 1881, 1885, 1889, Paris, PUF, Publications de la Sorbonne, 1974.
- Les Anciens Combattants et la société française (1914-1939), Paris, Presses de la FNSP, 3 vol., 1977 (thèse d'État).
- Les Anciens Combattants 1914-1940, Paris, Gallimard-Julliard, Paris, coll. « Archives », 1977, 247 p.
- Les lycées et leurs études au seuil du XXIe siècle, Rapport du groupe de travail national sur les seconds cycles, Paris, Ministère de l'éducation nationale, 1983
- Éloge des pédagogues, Paris, Éditions du Seuil, coll. « Points histoire », 1985, 244 p.
- L'enseignement s'est-il démocratisé ?, Les élèves des lycées et collèges de l'agglomération d'Orléans de 1945 à 1980, Paris, PUF, « coll. Sociologies », 1986, 2e éd. augmentée 1992, 206 puis 227 p.
- codirection avec Gérard Vincent: Histoire de la vie privée: tome V. De la Première Guerre mondiale à nos jours, Le Seuil, 1987  (ISBN 978-2-02-009679-9), réédition en poche Points Histoire, 1999  (ISBN 978-2-02-037646-4) (série sous la direction générale de Philippe Ariès et Georges Duby)
- Éducation, société et politiques. Une histoire de l'enseignement en France, de 1945 à nos jours, Paris, Éditions du Seuil, coll. « Points histoire », 1992.
- Douze leçons sur l'histoire, Paris, Éditions du Seuil, coll. « Points histoire », 1996, 330 p.
- La Résistance, une histoire sociale, Paris, Éd. de l'Atelier, 1997.
- Aryanisation économique et restitutions, Paris, La Documentation française, 2000, 286 p. (rapport rédigé pour la Mission d'étude sur la spoliation des Juifs de France, coécrit avec Rémi Skoutelsky et Sonia Étienne)
- (en) Republican Identities in War and Peace, Representations of France in the 19th and 20th Centuries, Oxford, Berg Publishers, 2002, xii-254 p.
- Guerres, paix et sociétés : 1911-1946, Paris, Les Éditions de l'Atelier, 2003.  (ISBN 2-7082-3699-7)
- Penser la Grande Guerre : un essai d'historiographie, Paris, Éditions du Seuil, 2004 (coécrit avec Jay Winter)  (ISBN 2-02-0540398)
- La Grande Guerre expliquée à mon petit-fils, Paris, Éditions du Seuil, 2005.  (ISBN 2-0208-1242-8)
- Autour du Front Populaire. Aspects du mouvement social au XXe siècle , Paris, Éditions du Seuil, 2006, 351 p.
- Histoire générale de l'enseignement et de l'éducation en France, t. IV, L'école et la famille dans une société en mutation (depuis 1930)  Paris, Perrin, coll. « Tempus », 2004, 809 p.
- Regards historiques sur l'éducation en France, Paris, Belin, 2007  (ISBN 978-2-7011-4604-1) [détail des éditions]
- Du changement dans l'École — Les Réformes de l'éducation de 1936 à nos jours, Paris, Seuil, 2013  (ISBN 978-2-02-110574-2)
- Si nous vivions en 1913, Paris, Radio France/Éditions Grasset, 2014  (ISBN 978-2-246-81212-8)
- Verdun, 1916 : une histoire franco-allemande de la bataille, avec Gerd Krumeich, Taillandier, 2016, 320 p.  (ISBN 979-10-210-1638-5)
- Les Français de la Belle Époque, Paris, Gallimard, 2019, 383 p. (ISBN 978-2-07281893-6, présentation en ligne), [présentation en ligne], [présentation en ligne], [présentation en ligne].
- Orléans 1911, Paris, CNRS Editions, 2022, 204 p. (ISBN 978-2-271-13947-4)
- Les Français d'une guerre à l'autre, Paris, Gallimard, 2024, 448 p.

- Les papiers personnels d'Antoine Prost sont conservés aux Archives nationales, site de Pierrefitte-sur-Seine, sous la cote 550AP : Inventaire du fonds.

## Distinctions

### Décorations
- Grand officier de la Légion d'honneur (il est élevé à la dignité de grand officier par décret du 31 décembre 2018[23]. Il avait été promu au grade de commandeur le 31 décembre 2012[24]. Il était officier du 29 mars 1993[25], et chevalier depuis le 22 septembre 1984).
- Commandeur de l'ordre national du Mérite
- Commandeur de l'ordre des Palmes académiques

### Récompense
- 2011 : Prix Jean-Michel-Gaillard[26].

### Bases de données
- Ressources relatives à la recherche :   - Cairn
  - Canal-U
  - Isidore
  - Persée
  - Semantic Scholar
- Ressource relative à plusieurs domaines :   - Radio France
- Ressource relative à la vie publique :   - Maitron
- Notices dans des dictionnaires ou encyclopédies généralistes :   - Deutsche Biographie
  - Universalis
- Notices d'autorité :   - VIAF
  - ISNI
  - BnF (données)
  - Archives nationales (France)
  - IdRef
  - LCCN
  - GND
  - Italie
  - Japon
  - CiNii
  - Belgique
  - Pays-Bas
  - Pologne
  - Israël
  - NUKAT
  - Catalogne
  - Vatican
  - Australie
  - WorldCat